# 피와 불
"피와 불"은 1991년에 개봉한 대한민국의 영화이다.

## 캐스팅
- 박근형 : 김경철 역
- 전무송 : 정사용 역
- 이혜영 : 최영실 역
- 김영애 : 이정선 역
- 김길호 : 정희성 역
- 김남일 : 정사성 역
- 양택조 : 장조카 역
- 신구 : 정보국장 역
- 민재희 : 정지숙 역
- 김기주 : 사용의 아버지 역
- 서우림 : 사용의 어머니 역
- 장인한 : 이선근 역
- 김성겸 : 전무 역
- 오승명 : 단식원장 역
- 유병운 : 어린 사용 역
- 김기종 : 의사 역
- 조선묵 : 정보원 1 역
- 김백수 : 정보원 2 역
- 노사강 : 정희성비서 역
- 양일민 : 농장관리인 역
- 박은선 : 카페여자 역
- 박부양 : 북한 감독 역
- 임예심 : 김밥집 역
- 박예숙 : 시골아낙 1 역
- 조학자 : 시골아낙 2 역
- 김형자 : 서울아내 역
- 채훈 : 사용의 아들 역
- 김윤 : 정지숙 어린시절 역
- 임미향 : 간호원 1 역
- 곽유림 : 김밥집소녀 역
- 안진수 : 정사용 비서 역
- 유하빈 : 정사용 기사 역